# Phonon (KDE)
Phonon es el framework multimedia estándar de KDE 4, también parte de Qt desde la versión 4.4.
El objetivo de Phonon es facilitar a los programadores el uso de tecnologías multimedia en sus programas, así como asegurar que las aplicaciones que usen Phonon funcionen en diversas plataformas y arquitecturas de sonido.
Phonon crea una capa intermedia entre los programas de KDE y los diferentes motores multimedia. Esto permite a los programas usar el API estable de Phonon, independientemente de los cambios que se hagan en dichos motores. Un cambio en un motor multimedia solo requerirá adaptar Phonon a dicho cambio, en vez de tener que adaptar cada una de las aplicaciones que usen dicho motor.

## Características
Phonon se comunica con diversos backends, los cuales los desarrolladores llaman "motores"; cada motor trabaja con un backend específico.
- Los backends soportados en sistemas tipo Unix son: Xine, GStreamer, VLC, MPlayer.
- Los backends soportados en Windows son: DS9, VLC, MPlayer.
- Los backend soportado en Mac OS X son: QuickTime, VLC.

## Trolltech
Trolltech usa Phonon en Qt 4.4 para proveer soporte multiplataforma de audio/vídeo. En adición a los backends de Linux, backends para Quicktime (OS X) y DirectX (Windows) está siendo actualmente desarrollados.